# FC Penafiel
Futebol Clube Penafiel este un club de fotbal din Penafiel, Portugalia, care evoluează în Primeira Liga.